# Нагрудний знак «Відзнака служби»
Нагрудний знак «Відзнака служби» — відомча заохочувальна відзнака Державної прикордонної служби України (ДПСУ)

## Історія нагороди
- За основу нового знаку взяли попередника - нагрудний знак «Почесний прикордонник України» (1997) за авторством художника Миколи Лебедя, та модифікували його в 2013 році.
- Наказом МВС України від 16 квітня 2013 року «Про встановлення відомчих заохочувальних відзнак Державної прикордонної служби України» вручення нагрудного знаку «Почесний прикордонник України» припинено, запроваджена оновлена відзнака ДПСУ нагрудний знак «Відзнака служби».

## Положення про відзнаку
Нагрудним знаком «Відзнака служби» нагороджуються військовослужбовці, працівники Державної прикордонної служби України, які мають вислугу на військовій службі (стаж роботи) 25 календарних років і більше, а також ветерани Державної прикордонної служби України (Прикордонних військ) і ветерани праці (далі — ветерани-прикордонники), які звільнені з військової служби в запас (на пенсію), за багаторічну бездоганну службу, вагомі досягнення у сфері охорони державного кордону та особистий внесок у забезпечення розвитку Державної прикордонної служби України.